# أساطير الخريف (فلم)
أساطير الخريف (بالإنجليزية:Legends of the Fall) فيلم درامي تاريخي أمريكي ملحمي أنتج عام 1994 من إخراج إدوارد زويك وبطولة براد بيت وأنتوني هوبكنز وأيدان كوين وجوليا أورموند وهنري توماس. أخذت قصة الفيلم من رواية صدرت عام 1979 وتحمل نفس العنوان لجيم هاريسون .
تحكي قصة الفيلم عن ثلاثة أشقاء ووالدهم يعيشون في برية وسهول ولاية مونتانا في أوائل القرن العشرين وكيف تتأثر حياتهم بالطبيعة والتاريخ والحرب والحب . يمتد الإطار الزمني للفيلم من أوائل القرن العشرين ، والحرب العالمية الأولى وانتهى بمشهد قصير في عام 1963. تم ترشيح الفيلم لثلاث جوائز أكاديمية وفاز بجائزة أفضل تصوير سينمائي .

## طاقم التمثيل
- براد بيت قام بدور تريستن لودلو
- أنتوني هوبكنز قام بدور كول ويليام لودلو
- جوليا أورموند قام بدور سوزانا

## وصلات خارجية
- مقالات تستعمل روابط فنية بلا صلة مع ويكي بيانات

1. ↑  "معلومات عن أساطير الخريف (فيلم) على موقع kinenote.com". kinenote.com. مؤرشف من الأصل في 2019-08-31.
2. ↑  "معلومات عن أساطير الخريف (فيلم) على موقع elfilm.com". elfilm.com. مؤرشف من الأصل في 2018-04-12.
3. ↑  "معلومات عن أساطير الخريف (فيلم) على موقع mkrf.ru". mkrf.ru. مؤرشف من الأصل في 2019-12-08.